# Лимит (финансы)
Лимит (лат. limes (limitis) — граница (предел); норма, в пределах которой разрешено пользоваться чем-либо, расходовать что-либо) — это средство управления определёнными формами принимаемого риска. Лимит представляет собой количественное ограничение, накладываемое на определённые характеристики операций организации. Лимиты являются наиболее популярным инструментом управления рисков в банково-финансовой сфере.
При установке лимита организация определяет следующие параметры:
- показатель, на который устанавливается лимит
- измерение показателя — как показатель будет рассчитываться
- предельное значение показателя

Контроль лимитов (ограничений) осуществляется в банковской и инвестиционной деятельности.
Лимиты для инвестиционной деятельности.
Цели и задачи:
- Управление процессом контроля над операциями выполняемыми трейдерами;
- Авторизация и отклонение условий выполнения сделки;
- Сбор информации;
- Расчет лимитов в режиме реал-тайм;
- Настройка и установка лимитов в соответствии с требованиями регулятора.

Какие виды лимитов (ограничений) присутствуют:
- Лимит на Контрагента. Ограничения на выполнение сделки связанные с корпоративными клиентами и его подразделениями. Когда контрагент одновременно является банком, эмитентом, кредитором, поручителем или учредителем другого клиента;
- Лимиты по ценным бумагам. Ограничения на кол-во ценных бумаг одного эмитента;
- Лимит по рынку;
- Лимит по валюте платежа;
- Лимит на операции. Ограничение на покупку/продажу ценных бумаг. На срочные сделки. Операции РЕПО.

Структура сбора информации в систему:
- Финансовые операции;
- Рыночные данные;
- Информация о контрагентах;
- Остатки на счетах;
- Расчеты по операциям, неттинги, подтверждения;
- Фактические события по финансовым операциям.

Особенности функциональности установки и контроля лимитов
1. Поддержка иерархической структуры лимитов
2. Запретительные и информационный. Информация о превышении лимита поступает заинтересованным пользователям по е-майл, в виде смс, или уведомления на интерфейсе компьютера.
3. Индивидуальные и групповые лимиты на трейдера, инструмент, площадку и др.
4. Пользовательское определение лимитируемых параметров
5. Лимиты на структуру портфеля
6. Мониторинг лимитов в реальном времени
7. Процедуры обработки превышений лимитов